# 1644

## أحداث
- سبتمبر: بدء حصار تونتون والذي استمر إلى يوليو 1645.
- فبراير أبل تاسمان يقوم برحلته الثانية لاستكشاف أستراليا لصالح شركة الهند الشرقية الهولندية
- 25 أبريل - ثورة شعبية في الصين تنهي حكم اسرة مينغ واخر حكامها ينتحر.و بداية حكم أسرة تشينغ.
- 15 سبتمبر - البابا إنوسنت العاشر يخلف اوربان الثامن في قيادة الكنيسة الكاثوليكية

## مواليد
- 25 سبتمبر - أوول رومر فلكي دانمركى
- ماتسوو باشو شاعر ياباني

## وفيات
- 24 مايو ألفونسو الثالث ديستي دوق مودينا وريدجو بين عامي 1628 - 1629.
- رافييل منشوفسكي محامي وكاتب بوهيمي
- الغورو هارجوفيند المعلم والغورو السادس لطائفة السيخ